# Z. Jane Wang
Zheng Jane Wang es una física sino-estadounidense conocida por sus investigaciones sobre el vuelo de los insectos. Se desempeña como profesora de física e ingeniería mecánica y aeroespacial en la Universidad Cornell.

## Biografía
Estudió física en la Universidad de Fudan, donde se graduó en 1989, posteriormente obtuvo un doctorado en física por la Universidad de Chicago en 1997.
Después de una investigación postdoctoral en la Universidad de Oxford y el Instituto Courant de Ciencias Matemáticas, se convirtió en profesora asistente en la Universidad Cornell en 1999, en el Departamento de Mecánica Teórica y Aplicada. Fue promovida a profesora asociada en 2004, y posteriormente a profesora titular de ingeniería mecánica y aeroespacial en 2009. En 2011 añadió una afiliación como profesora de física.

### Premios y reconocimientos
Fue nombrada miembro de la Sociedad Estadounidense de Física (APS) en 2014, tras una nominación de la División de Dinámica de Fluidos de la APS, "por sus contribuciones fundamentales a nuestra comprensión del vuelo de los insectos a través de simulaciones de vuelo estacionario, la elucidación de fuerzas inestables, el desarrollo de herramientas computacionales y análisis de la eficiencia, estabilidad y control del vuelo". En 2020 se le concedió una beca Simons en Matemáticas y Física Teórica.